# Hans-Joachim Glücklich
Hans-Joachim Glücklich (* 24. Januar 1941 in Frankfurt am Main) ist ein deutscher Klassischer Philologe und Didaktiker des altsprachlichen Unterrichts.

## Leben und Wirken
Hans-Joachim Glücklich studierte von 1960 bis 1965 Lateinische und Griechische Philologie sowie Germanistik und Philosophie an der Universität Heidelberg und an der Università degli Studi in Rom. Nach dem ersten Staatsexamen wurde er 1966 promoviert und arbeitete zunächst als Assistent und als Lehrbeauftragter an der Universität Heidelberg. Nach dem zweiten  Staatsexamen wurde er 1970 Lehrer am Rabanus-Maurus-Gymnasium Mainz. Von 1973 bis 2005 wirkte er als Fachleiter für Latein und Griechisch am Staatlichen Studienseminar für das Lehramt an Gymnasien in Mainz.
1982 wurde er Honorarprofessor für Didaktik der alten Sprachen an der Universität Heidelberg. In den Jahren 1973 bis 2000 war er für die Fortbildung für Lateinlehrer am Institut für Lehrerfortbildung Mainz zuständig. Zudem leitete er eine Lehrplankommission für die Sekundarstufe I des Landes Rheinland-Pfalz. Von seiner Tätigkeit als Honorarprofessor wurde er im Jahr 2009 entpflichtet; er hält weiterhin Vorträge zum Beispiel 2011 eine Gastvorlesung an der Universität Marburg sowie auch Vorträge in Schulen und an Akademien.
Glücklich hielt international Vorträge sowie Fortbildungsvorträge in allen Bundesländern, fast allen europäischen Ländern und in vielen Staaten der USA, arbeitete dabei auch für den Austausch der Länder mit Deutschland.

## Forschungsschwerpunkte
Glücklichs Forschungsschwerpunkte liegen in der Didaktik und Methodik des altsprachlichen Unterrichts mit besonderer Berücksichtigung der Grammatikvermittlung und der Gestaltung des Lektüreunterrichts, der Berücksichtigung des Fortlebens und der Transformation der Antike in Literatur, Bild und Film.
Sein Buch Lateinunterricht. Didaktik und Methodik wurde zum Standardwerk in der Ausbildung von Lateinlehrern. Viele seiner Hefte in der Schriftenreihe Der altsprachliche Unterricht setzten neue und wirkende Akzente im Lateinunterricht. Darin und in vielen anderen Veröffentlichungen setzte er sich für eine methodische und erlernbare Form des Zugangs zu lateinischen Texten ein und entwickelte seine Vorschläge zur Erschließung lateinischer Sätze und Texte und zu ihrer Interpretation. Später entwickelte Methoden bauen darauf auf oder vertreten Ähnliches.
Seine erste Textausgabe Caesar, Bellum Gallicum (1977) beinhaltet einen neuen Ansatz von Textbeschreibung, Textpräsentation, Kommentierung und Aufgabenstellung. Die bis heute erhältliche Ausgabe findet ihre Fortsetzung in der Ausgabe Caesar. Feldherr, Politiker, Vordenker. Zusammen mit Rainer Nickel und Peter Petersen gab er die erste lateinische Textgrammatik unter dem Titel Interpretatio heraus.
Glücklich ist Herausgeber und Mitautor in den folgenden Reihen: Exempla. Lateinische Texte und Consilia. Lehrerkommentare (Vandenhoeck & Ruprecht, je 22 Ausgaben), Libellus (Texte und Kommentare, Ernst Klett Verlag) und Mitherausgeber der Reihe Ars Didactica (Propylaeum).

## Auszeichnungen (Auswahl)
- seit 2000: Ehrenvorsitzender des Landesverbands Rheinland-Pfalz im Deutschen Altphilologenverband, deren 1. Vorsitzender er von 1976 bis 2000 war
- 2001: Ehrenbürger von Chios, Homeroupolis und Oinussae, Griechenland[1]
- seit 2003: Ehrenpräsident der Euroclassica. Vereinigung der europäischen Verbände der Lehrer der Fächer Latein und Griechisch[2]
- 2014: Dragomanov-Medaille für Europäische Kommunikation der Pädagogischen Mychajlo-Dragomanov-Universität Kiew[5]
- 2017: Herodotmedaille des Herodot-Ordens der Pädagogischen Mychajlo-Dragomanov-Universität Kiew[2]

## Veröffentlichungen (Auswahl)

### Als Autor
- Aussparung und Antithese. Studien zur Terenzischen Komödie. Dissertation, Heidelberg 1966.
- C. Iulius Caesar, De bello Gallico. Teil 1: Textauswahl mit Wort- und Sacherläuterungen. Teil 2: Arbeitskommentar mit Zweittexten, 1. Auflage, Klett, 1977
- C. Iulius Caesar: De bello Gallico. Teile 1: Text mit Kommentar, Teil 2: Arbeitskommentar, 34. Aufl. Stuttgart 2010, ISBN 978-3-15-009960-5.
- Lateinunterricht. Didaktik und Methodik. Vandenhoeck & Ruprecht, Göttingen 1978, 2. veränd. u. erw. Aufl. 1993, 3. Aufl. mit neuem Vorwort 2008, ISBN 978-3-525-25027-3
- mit H. Holtermann, W. Zapfe: Fontes. Lehrgang für Latein als 3. Fremdsprache und für späteren Beginn. Vandenhoeck & Ruprecht, Göttingen 1979, ISBN 3-525-71552-8. Lehrerheft 1980, ISBN 3-525-71553-6
- Catulls Gedichte im Unterricht. Interpretationen und Unterrichtsvorschläge. Vandenhoeck & Ruprecht, Göttingen 1980 (Consilia. Lehrerkommentare, Heft 1), 2. veränd. Aufl. 2005. ISBN 3-525-25659-0
- Catull, Gedichte. Exempla Band 1. Göttingen 1980, 4. neubearb. und veränderte Aufl. 1999 (Exempla. Lateinische Text 1), ISBN 3-525-71624-9.
- Redekunst – Lebenskunst. Ein Rhetorikkurs im Lateinunterricht. Göttingen 1980, 3. Aufl. 1995 (Exempla. Lateinische Texte, Heft 2), ISBN 3-525-71604-4.
- Plautus, Mostellaria. Die Gespensterkomödie. Göttingen 1981 (Exempla. Lateinische Texte, Heft 3), 4. völlig neubearb. Aufl. 1998, ISBN 3-525-71621-4.
- Vergil, Aeneis. Göttingen 1984 (Exempla. Lateinische Texte, Heft 6), 5. veränderte Auflage, Göttingen 2004, ISBN 3-525-71631-1.
- Cicero, Rede für König Deiotarus. (Exempla. Lateinische Texte, Heft 11),  Göttingen 1988, ISBN 3-525-71613-3.
- Cicero, De re publica, Göttingen 1996 (Exempla. Lateinische Texte Heft 15), 2. veränderte Auflage 2007, ISBN 3-525-71617-6.
- Die schöne Helena. Texte von Hygin, Ovid, Vergil und Seneca. Rezeptionsdokumente aus Musik und Film.  (Exempla. Lateinische Texte 19), Göttingen 2000, ISBN 3-525-71622-2.
- Sallust, Catilinae coniuratio. Die Verschwörung Catilinas. (Exempla. Lateinische Texte 20), Göttingen 2001, ISBN 3-525-71623-0.
- Ovid, Metamorphosen. 4. neubearbeitete Auflage Göttingen 2001 (Exempla. Lateinische Texte, Heft 7), ISBN 3-525-71628-1.
- Plinius d. J., Briefe. Göttingen 2002, 2. durchges. Aufl. 2010 (Exempla. Lateinische Texte 21), ISBN 978-3-525-71630-4.
- Compendium zur lateinischen Metrik. Wie lateinische Verse klingen und gelesen werden. Göttingen 2007, 2. veränd. Aufl. 2009, ISBN 978-3-525-25321-2
- Pompeji lebt. 2000 Jahre Texte, Bilder, Opern und Filme. Göttingen 2008, ISBN 978-3-525-25758-6.
- Caesar – Feldherr, Politiker, Vordenker. Bellum Gallicum. Textausgabe, Stuttgart 2010, ISBN 978-3-12-623157-2.
- Terenz, Adelphoe. Die Brüder. Textausgabe, Stuttgart 2010, ISBN 978-3-12-623156-5.
- Cornelius Nepos, Hannibal. 5. völlig neu bearbeitete Aufl. Göttingen 2011 (Exempla. Lateinische Texte, Heft 8), ISBN 978-3-525-71066-1.
- Caesar. Alea iacta est. Textausgabe (Reihe Libellus), Stuttgart/Leipzig 2012, ISBN 978-3-12-623165-7.
- Roma – Amor. Liebeselegien. Textausgabe (Reihe Libellus), Stuttgart/Leipzig 2014, ISBN 978-3-12-623169-5.
- Der junge Ionathas. Aus den Gesta Romanorum. 2. überarbeitete und ergänzte Auflage, Stuttgart/Leipzig 2016, ISBN 978-3-12-623180-0.

### Als Herausgeber
- Reihe EXEMPLA. Lateinische Texte und CONSILIA. Lehrerkommentare im Verlag Vandenhoeck + Ruprecht Göttingen, 22 Textbände und 22 Kommentarbände.
- Teilreihe der Reihe 'Libellus' (Lateinische Texte und Lehrerkommentare) im Ernst Klett Verlag, Stuttgart / Leipzig
- Mitherausgeber der Reihe Ars Didactica. Marburger Beiträge zu Studium und Didaktik der Alten Sprachen (zusammen mit: Boris Dunsch, Magnus Frisch, Rainer Nickel, Felix M. Prokoph), Kartoffeldruck-Verlag Kai Brodersen, Speyer, ab 2015. – 2015: Band 1; 2016: Bände 2–3.
- Der altsprachliche Unterricht im heutigen Gymnasium, Mainz 1978 (mit Beiträgen, in der Abfolge des Buches: von T. Turnreither, Ch. Stollenwerk, H.-J. Glücklich, W. Vogt, W. Bietz, H. Keulen, P. Fehl, M. von Albrecht, E. Pöhlmann, F. Maier, R. Nickel).
- Kultusministerium Rheinland-Pfalz. Schulversuche und Bildungsforschung. Berichte und Materialien Bd. 35: Lateinische Lektüre – Sekundarstufe I – Themen – Texte – Ziele. Erarbeitet von der Fachdidaktischen Kommission Latein – Sekundarstufe I des Landes Rheinland-Pfalz (Rudolf Clade, Hans-Joachim Glücklich, Karl-Heinz Niemann. Unter Mitarbeit von Josef Daheim, Josef Mattes), Leiter der Kommission und Redaktion: Hans-Joachim Glücklich, Mainz 1981, ISBN 3-7758-1016-1.
- Lateinische Literatur, heute wirkend, 2 Bde., Göttingen 1987 (Kleine Vandenhoeck-Reihe Bd. 1529 und 1530).